# When a Man Rides Alone
Pour plus de détails, voir Fiche technique et Distribution.
When a Man Rides Alone est un western muet américain réalisé par Henry King, sorti en 1919.

## Synopsis
Quand une cargaison d'or est attaquée par des bandits mexicains, le Texas Ranger William Sykes conduit ses hommes à un ranch mexicain dans lequel « le Vautour » et les autres voleurs ont trouvé refuge. Comme les hors-la-loi ont convaincu le propriétaire du ranch, Moreno, et sa jolie fille, Guadalupe, que les Américains étaient en fait des maraudeurs travaillant à la chute du Mexique, ils attaquent les rangers pendant que les bandits s'enfuient. Guadalupe essaye de tuer Sykes, mais elle réalise son erreur et tombe amoureuse de lui. Ils font croire à sa mort et, au moment opportun, il peut tirer sur les bandits. Après avoir promis à Guadalupe qu'il reviendrait, il part combattre avec les Alliés en France.

## Fiche technique
- Titre original : When a Man Rides Alone
- Réalisation : Henry King
- Scénario : Stephen Fox
- Production : William Russell
- Société de production : William Russell Productions, American Film Company
- Société de distribution : Pathé Exchange
- Pays de production :  États-Unis
- Langue : anglais
- Format : Noir et blanc - 35 mm - 1,37:1 - Muet
- Genre : Western
- Durée : 50 minutes (5 bobines)
- Date de sortie :
  - États-Unis :19 janvier 1919
- Licence : Domaine public

## Distribution
- William Russell : William Sykes
- Carl Stockdale : « le Vautour »
- Lule Warrenton : Guadalupe Moreno
- Olga Grey : Beatriz de Taos
- J. Gordon Russell : Rodolpho
- Louis Cota : Juan
- D. Mitsoras : Fernando